# Eddy Beugels
Eddy Beugels   (Sittard, 19 de març de 1944 - Maastricht, 12 de gener de 2018) va ser un ciclista neerlandès que fou professional entre 1967 i 1970. En el seu palmarès destaca la victòria al Gran Premi de Frankfurt de 1968.

## Palmarès
- 1965
  - Vencedor d'una etapa a l'Olympia's Tour
- 1966
  - 1r a la Volta a Holanda del Nord
  - 1r a l'Omloop van de Baronie
- 1968
  - 1r al Gran Premi de Frankfurt
- 1970
  - 1r al Gran Premi Flandria
  - Vencedor d'una etapa a la Volta a Suïssa

### Resultats al Tour de França
- 1968. 55è de la classificació general
- 1969. 83è de la classificació general
- 1970. 81è de la classificació general

### Resultats a la Volta a Espanya
- 1967. Abandona